# Пакко, Оливье
Оливье Пакко (фр. Olivier Paccaud) — французский политик, сенатор, член партии Республиканцы.

## Биография
Родился 13 апреля 1969 г. в парижском пригороде Ле-Блан-Мениль. Получил степень бакалавра в лицее Кассини в Клермоне (департамент Уаза), диплом CAPES, работал преподавателем истории и географии.
Вступив в движение Объединение в поддержку Республики в 1998 году, Оливье Пакко начал самостоятельную политическую карьеру в 2011 году, когда он был избран вице-мэром поселка Поншон, работал в аппарате сообщества коммун Пеи-де-Тель (Pays de Thelle), а затем в аппарате сенатора и мэра Компьеня Филиппа Марини. В 2007 году становится заместителем кандидата в депутаты Национального собрания Оливье Дассо и выигрывает с ним выборы 2007, 2012 и 2017 годов.
В 2011 году Оливье Пакко сменил мэра Бове Каролин Кайё в Региональном совете Пикардии и работал в нем до окончания полномочий в 2015 году. В марте 2015 года в паре с Анн Фюмери победил на выборах в Совет департамента Уаза от кантона Муи, опередив во 2-м туре пары Национального фронта и левых, представленных, в том числе, действовавшим президентом Генерального совета департамента Уаза Ивом Ромом. Был избран вице-президентом Совета департамента Уаза, занимался вопросами образования и молодежи. Был инициатором программы «Pass permis citoyen», позволявшей молодежи заработать 600 евро на получение водительских прав за 70 часов работы в общественных учреждениях. На праймериз правых в ноябре 2016 года поддерживал Алена Жюппе.
В сентябре 2017 года на выборах в Сенат Франции от департамента Уаза возглавил собственный правый список и привел его ко второму месту на выборах, что позволило ему получить мандат сенатора. После этого он ушел в отставку с поста вице-президента Совета департамента Уаза.
Оливье Пакко увлекается музыкой; в 1990-е годы он был вокалистом и бас-гитаристом рок-группы «Lucie Cries», выпустившей 10 дисков и давшей более 100 концертов в странах Европы. 

## Занимаемые выборные должности
03.2001 — 03.2008 — вице-мэр поселка Поншон 

31.10.2011 — 31.12.2015 — член Регионального совета Пикардии 

с 29.03.2015 — член Совета департамента Уаза от кантона Муи

29.03.2015 — 25.10.2017 — вице-президент Совета департамента Уаза 

с 24.09.2017 — сенатор Франции от департамента Уаза